# NGC 3542
NGC 3542 ist eine Balken-Spiralgalaxie vom Hubble-Typ SBbc im Sternbild Großer Bär am Nordsternhimmel. Sie ist schätzungsweise 406 Millionen Lichtjahre von der Milchstraße entfernt.
Das Objekt wurde am 26. März 1884 von Edouard Stephan entdeckt.